# Alf Hanson
Alf Hanson, né le 27 juillet 1912 à Bootle (Angleterre), mort en 1993, était footballeur anglais, qui évoluait au poste d'attaquant à Liverpool.

## Carrière
- 1931-1938 : Liverpool
- 1938-1939 : Chelsea
- 1946-1948 : South Liverpool
- 1948-1949 : Shelbourne FC
- 1949-1950 : Ellesmere Port Town